# جزیره نونیواک
جزیره نونیواک (به انگلیسی: Nunivak Island) یک جزیره در ایالات متحده آمریکا است که در دریای برینگ واقع شده‌است.

## خصوصیات
جزیره نونیواک ۲۱۰ نفر جمعیت دارد و ۵۱۰٫۵۵ متر بالاتر از سطح دریا واقع شده‌است.

## نگارخانه

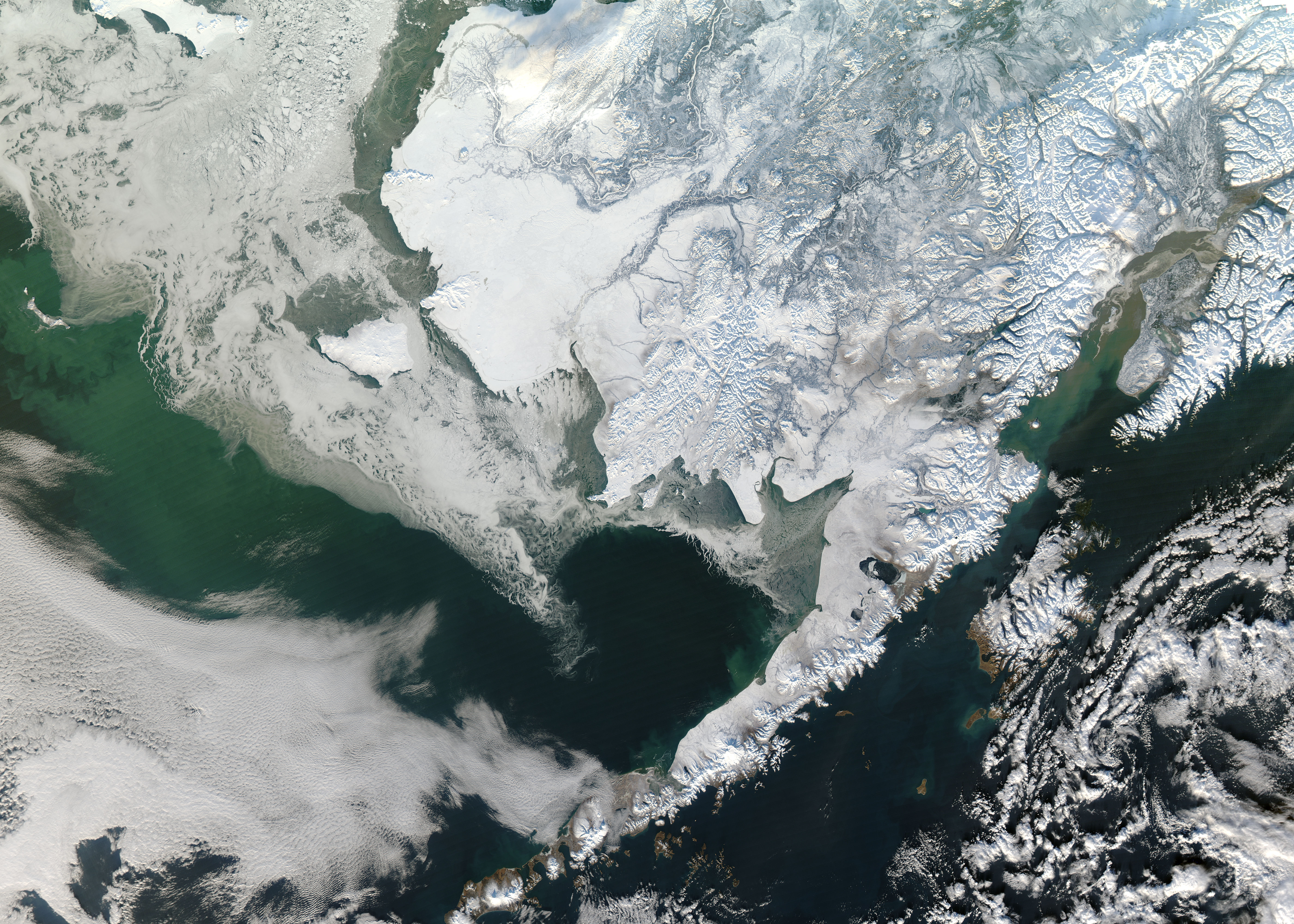
جزیره نونیواک در غرب آلاسکا، در مرکز عکس متمایل به چپ در نزدیکی خشکی و شبیه ذوزنقه واژگون دیده می‌شود.